# Louis-Samuel Roulet
Louis-Samuel Roulet (* 8. Dezember 1877 in Missy; † 22. Mai 1955 in Bern, heimatberechtigt in Missy) war ein Schweizer Politiker (BGB).

## Leben
Roulet besuchte die freie Sekundarschule von Missy sowie die Landwirtschaftsschule in Champ de l’Air. Er verlor als wohlhabender Landwirt beim Konkurs der Banque populaire de la Broye im Jahre 1922 sein Vermögen.
Sein erstes politisches Amt nahm er im Jahre 1905 als Gemeinderat von Missy wahr, wobei er dann bis 1921 Gemeindepräsident war. Louis-Samuel Roulet gehörte zu den Gründungsmitgliedern der Bauern-, Gewerbe- und Bürgerpartei und nahm für sie von 1928 bis 1955 als Waadtländer Nationalrat Einsitz. Im Jahre 1945 war er Vizepräsident der BGB.
Im Jahre 1922 unterstützte Roulet die Anstellung des Lehrers John Baudraz, welcher zuvor im Jahre 1915 wegen Kriegsdienstverweigerung verurteilt worden war. Später, im Jahre 1938, schloss er sich mit der Politischen Linken zusammen, um ein Gegengewicht zur freisinnig-liberalen Allianz herzustellen. Ebenfalls trat er in diesem Jahr aus der Association patriotique vaudoise aus.
Ferner war Roulet Verwaltungsrat der Grande Charcuterie payernoise SA sowie Präsident der Eierzentrale SEG. Zudem war er Mitglied der Synodalkommission der freien evangelischen Kirche des Kantons Waadt.
In der Schweizer Armee war er Oberst.